# Mount Carmel (Illinois)
Mount Carmel é uma cidade localizada no estado americano de Illinois, no Condado de Wabash.

## Demografia
Segundo o censo americano de 2000, a sua população era de 7982 habitantes.
Em 2006, foi estimada uma população de 7635, um decréscimo de 347 (-4.3%).

## Geografia
De acordo com o United States Census Bureau tem uma área de
12,4 km², dos quais 12,0 km² cobertos por terra e 0,4 km² cobertos por água. Mount Carmel localiza-se a aproximadamente 128 m acima do nível do mar.

## Localidades na vizinhança
O diagrama seguinte representa as localidades num raio de 20 km ao redor de Mount Carmel.